# 魏賡
魏賡（英語：Ngai Kang，1993年1月17日—），香港男子長跑和馬拉松運動員，曾就讀柏立基教育學院校友會李一諤紀念學校及中華傳道會李賢堯紀念中學。

## 曾參與賽事及獎項
- 公益路跑賽2023 Wings for Life World Run奧地利站全場亞軍，世界總成績排名第八[2][3]
- 渣打香港馬拉松全程馬拉松總季軍：2021年[4]
- 渣打香港馬拉松全程馬拉松田總註冊會員組別冠軍：2018年
- 渣打香港馬拉松全程馬拉松田總註冊會員組別亞軍：2017年
- 渣打香港馬拉松半程馬拉松總季軍：2016年
- 第十七屆亞洲馬拉松錦標賽全程馬拉松第十五名
- 第十六屆亞洲馬拉松錦標賽全程馬拉松第十五名

## 外部連結
- 魏賡的Facebook專頁
- 魏賡的Instagram帳戶